# Mocedades

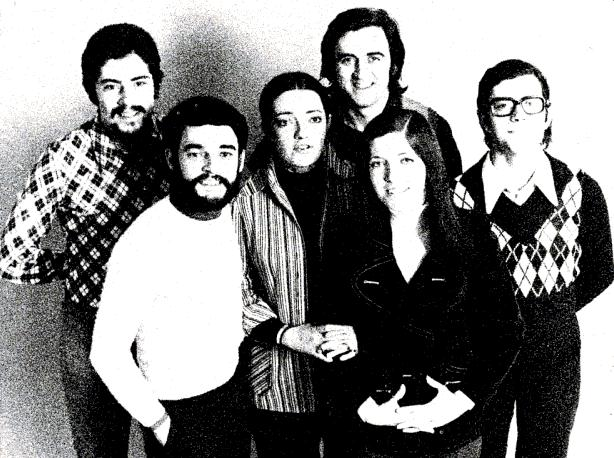
Mocedades (1973)

Mocedades est un groupe musical basque originaire de Bilbao formé en 1967 très populaire en Espagne et en Amérique du Sud. Classée seconde au Concours Eurovision 1973, leur chanson Eres Tú connaîtra un succès immense à travers l'Europe, en Amérique latine et sera même un standard dans sa version anglaise "Touch the Wind" aux États-Unis et au Canada.

## Discographie du groupe
- 1969 Mocedades (ou Mocedades 1 ou Pange Lingua)
- 1970 Mocedades (ou Mocedades 2 ou Más allá)
- 1971 Mocedades (ou Mocedades 3 ou Otoño)
- 1973 Mocedades (ou Mocedades 4 ou Eres tú)
- 1974 Mocedades 5
- 1975 La otra España
- 1976 El color de tu mirada
- 1977 Mocedades 8
- 1978 Kantaldia
- 1978 Mocedades 10
- 1980 Amor
- 1981 Desde que tú te has ido
- 1982 Amor de hombre
- 1983 La música
- 1984 La vuelta al mundo de Willy Fog
- 1985 15 Años de Música (disco en directo)
- 1986 Colores
- 1989 Sobreviviremos
- 1992 Íntimamente
- 1995 Suave luz
- 1997 Mocedades canta a Walt Disney
- 2007 Mocedades canta a Juan Luis Guerra